# Arawella alexandri
Arawella alexandri is een eenoogkreeftjessoort uit de familie van de Tegastidae. De wetenschappelijke naam van de soort is voor het eerst geldig gepubliceerd in 1987 door Cottarelli & Baldari.